# Neosinocythere indica
Neosinocythere indica is een mosselkreeftjessoort uit de familie van de Hemicytheridae. De wetenschappelijke naam van de soort is voor het eerst geldig gepubliceerd door Zhao & Whatley.